# Ol'ha Partala
Ol'ha Serhiïvna Partala (in ucraino Ольга Сергіївна Партала?; 6 febbraio 1980) è un'ex schermitrice ucraina.

## Biografia
Nei campionati europei di scherma ha conquistato una medaglia di bronzo nella gara di spada a squadre a Coblenza nel 2001, a Mosca nel 2002 ed a Zalaegerszeg nel 2005.

## Palmarès
In carriera ha conseguito i seguenti risultati:
- Europei di scherma

Coblenza 2001: bronzo nella spada a squadre.
Mosca 2002: bronzo nella spada a squadre.
Zalaegerszeg 2005: bronzo nella spada a squadre.